# Lachnostachys
Lachnostachys  é um gênero botânico da família Lamiaceae

## Espécies
| - Lachnostachys albicans - Lachnostachys bracteosa - Lachnostachys brevispicata - Lachnostachys cliftoni - Lachnostachys cliftonii - Lachnostachys coolgardiensis - Lachnostachys cordifolia | - Lachnostachys dempsteri - Lachnostachys eriobotrya - Lachnostachys ferruginea - Lachnostachys insignis - Lachnostachys rodwayana - Lachnostachys verbascifolia Lachnostachys walcottii |

## Nome e referências
Lachnostachys W.J. Hooker, 1841